# Gianfranco Tagliabue
Gianfranco Tagliabue (Como, 10 marzo 1939) è un politico italiano.

## Biografia
Ha studiato all'Istituto Superiore di Scienze Sociali a Mosca dal 1960 al 1964, laureandosi in Economia Politica.
È stato consigliere comunale a Cadorago e a Como, oltre che consigliere provinciale a Como.
Dal 1967 al 1970 è stato segretario provnciale della Federazione Giovanile Comunisti Italiani, e dal 1970 al 1979 segretario provinciale della Federazione del PCI di Como.
Eletto alla Camera dei deputati nelle file del PCI nel 1979, fu riconfermato anche dopo le elezioni del 1983 e ancora a quelle del 1987. In seguito alla svolta della Bolognina, non condividendo la nascita del PDS, nel 1991 fu tra i 9 deputati del PCI che si unirono a quelli di Democrazia Proletaria, dando vita alla componente parlamentare "DP-Comunisti", embrione della futura Rifondazione Comunista.
Terminata l'esperienza parlamentare, oltre a tornare in consiglio comunale a Cadorago, è stato Presidente del consorzio consorzio pubblico a impegno sociale di Cassina Rizzardi,nel comasco, per  servizi a sostegno delle persone diversamente abili quali:Centro Diurno Disabili e Residenza Sanitaria Disabili,nonché il servizio tutela minori, per 17 anni. A lui si deve la realizzazione dell’immobile per la residenza del Centro Diurno Disabili e dell’immobile per la Residenza Sanitaria Disabili. Inoltre a lui si deva la creazione di una rete di sostenitori privati per la realizzazione di concreti progetti per la valorizzazione delle persone diversamente abili..
Dal 1992 al 2018 è stato presidente della Coop Workers,con sede in Cadorago rispettando le regole,i contratti e gli obblighi verso gli enti previdenziali.Attualmente ne è il vicepresidente.